# Fascia infraépineux
Le fascia infraépineux (ou aponévrose du sous-épineux) est le fascia qui recouvre le muscle infra-épineux.
Il est fixé à la circonférence de la fosse infra-épineuse et intimement attaché au fascia deltoïdien.
Sa face profonde donne insertion aux fibres superficielles du muscle.